# Mortons Gap
Mortons Gap – miasto w Stanach Zjednoczonych, w stanie Kentucky, w hrabstwie Hopkins.